# Nobuo Macunaga
Nobuo Macunaga (6. prosinec 1921 – 25. září 2007) byl japonský fotbalista.

## Klubová kariéra
Hrával za Nippon Light Metal.

## Reprezentační kariéra
Nobuo Macunaga odehrál za japonský národní tým v letech 1954–1955 celkem 4 reprezentační utkání.

## Statistiky
| Japonsko | Japonsko | Japonsko |
| Roky     | Záp.     | Góly     |
| -------- | -------- | -------- |
| 1954     | 3        | 0        |
| 1955     | 1        | 0        |
| Celkem   | 4        | 0        |